# Белден (Небраска)
Белден (енгл. Belden) град је у америчкој савезној држави Небраска.

## Демографија
По попису из 2010. године број становника је 115, што је 16 (-12,2%) становника мање него 2000. године.
| Група             | 2000.        | 2010.        |
| Белци             | 131 (100,0%) | 115 (100,0%) |
| Афроамериканци    | 0 (0,0%)     | 0 (0,0%)     |
| Азијати           | 0 (0,0%)     | 0 (0,0%)     |
| Хиспаноамериканци | 0 (0,0%)     | 0 (0,0%)     |
| Укупно            | 131          | 115          |